# Wydmuchy
Wydmuchy – część wsi Głazów w Polsce, położona w województwie zachodniopomorskim, w powiecie myśliborskim, w gminie Myślibórz. Wchodzi w skład sołectwa Głazów.
W latach 1975–1998 Wypychy administracyjnie należały do województwa gorzowskiego.